# Batalion im. Jarosława Dąbrowskiego

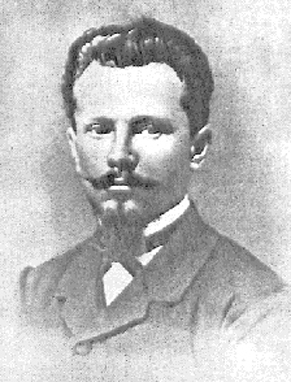
Jarosław Dąbrowski, patron batalionu

Batalion im. gen. Jarosława Dąbrowskiego – jeden z batalionów ochotników okresu hiszpańskiej wojny domowej 1936–1939.
Wchodził w skład XIII Brygady Międzynarodowej im. gen. Jarosława Dąbrowskiego, a jego szeregi zasilali sympatycy ruchu lewicowego, walczący po stronie republikańskiej przeciwko oddziałom gen. Francisco Franco, wspieranym przez nazistowski rząd Rzeszy i faszystowski rząd Włoch.
Batalion został utworzony w październiku 1936 i po krótkim przeszkoleniu już w listopadzie trafił na front, na przedpola Madrytu. W walce trwającej około 4 miesięcy batalion poniósł dotkliwe straty, poległ też dowódca oddziału Antoni Kochanek. W czerwcu 1937 wycofany z frontu batalion wszedł w skład tworzonej Brygady im. Jarosława Dąbrowskiego.
Patronem batalionu był generał Jarosław Dąbrowski. Rząd polski odebrał jego żołnierzom obywatelstwo polskie ze względu na nielegalną służbę w obcym wojsku. W czasie kampanii wrześniowej nie mogli przez to wstąpić do armii. Dopiero w roku 1940 generał Sikorski zezwolił im na wstępowanie w szeregi tworzonego we Francji Wojska Polskiego.

## Dowódcy
- Stanisław Ulanowski (październik 1936 – 21 listopada 1936)
- Antoni Kochanek (21 listopada 1936 – 2 stycznia 1937)
- Józef Strzelczyk „Jan Barwiński” (16 kwietnia – 15 lipca 1937)
- Wacław Komar właśc. Mendel Kossoj (15 lipca 1937 – 13 lutego 1938)
- Franciszek Księżarczyk (13 – 16 lutego 1938)
- Antoni Pietrzak (16 lutego – 17 marca 1938)
- José Martinez (Hiszpan) (17 marca – 3 września 1938)
- Emiliano Chamon (Hiszpan) (3 – 24 września 1938)

## Komisarze polityczni
- Stanisław Matuszczak[4]
- Jan Rutkowski „Szymon” (16 kwietnia – 16 września 1937)
- Józef Ziółkowski (16 września 1937 – 2 kwietnia 1938)
- Seweryn Kirszenbaum „Sewek” (2 kwietnia – 18 lipca 1938)
- Marcelino Blanco Otero (Hiszpan) (18 lipca – 24 września 1938)

## Adiutanci
- Stanisław Bielecki (16 kwietnia – 26 sierpnia 1937) – poległ
- Franciszek Księżarczyk (26 sierpnia 1937 – 13 lutego 1938)
- Antoni Pietrzak (13 – 16 lutego 1938)
- Józef Mrozek (16 lutego – 24 września 1938)